# Héracléennes
Héracléennes ou Héracleia, du grec ancien Ήράκλεια, sont le nom général des festivités dédiées à Héraclès dans l’Antiquité grecque. Elles se déroulaient dans la plupart des régions de Grèce mais selon des modalités propres à chacune. De plus les Héracléennes pouvaient être confondues avec les Hermaia dédiées à Hermès, car Héraclès et Hermès étaient associés comme divinités tutélaires des gymnases.
- En Attique, parmi les Héracléennes les plus importantes on trouvait celles qui se déroulaient pendant le mois de Métageitnion au gymnase du Cynosarge (l’un des trois gymnases athéniens avec le Lycée et l’Académie). Comme le Cynosarge se trouvait dans le dème de Diomeia, ces fêtes étaient aussi souvent appelées Diomeia.

- À Thèbes, Héraclès était associé à son neveu Iolaos et les Héracléennes, qui se déroulaient dans le gymnase d’Iolaos, se nommaient Iolaeia. On sait qu’elles duraient plusieurs jours et comportaient des compétitions sportives (pentathlon πένταθλον, gymnastique άγών γυμνικός, concours hippiques άγών ἱππικός) et musicales. Les vainqueurs remportaient un trépied d’airain.

- En Sicile, Héraclès était aussi associé à son neveu Iolaos pendant les Héracléennes. Elles comportaient aussi des concours gymniques et hippiques. Il semblerait que pendant leurs déroulements les citoyens et les esclaves fussent mis sur le même pied.

- Dans l’île de Cos, les Héracléennes étaient importantes et Héraclès était commémoré comme conquérant de l’île et l’ancêtre d’une des tribus de l’île. Les Héracléennes de Cos comportaient un banquet sacrificiel.

## Source
- Dictionnaire des antiquités grecques et romaines, C. Daremberg, E. Saglio, article : Herakleia